# Daniel Gil Zorrilla

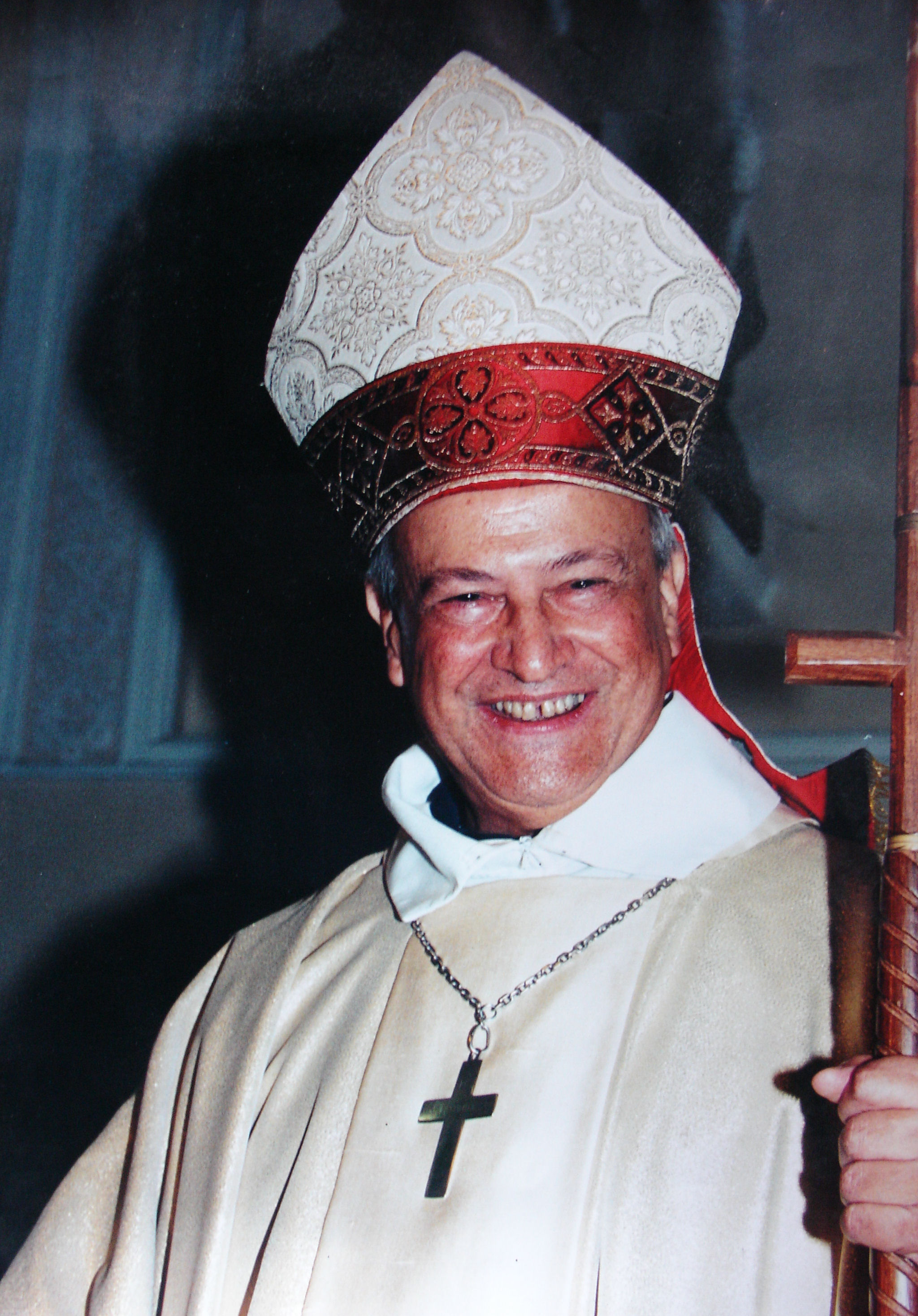
Bischof Daniel Gil Zorrilla SJ

Daniel Gil Zorrilla SJ (* 10. Juli 1930 in Montevideo, Uruguay; † 7. September 2008 ebenda) war Bischof der Diözese Salto in Uruguay.

## Leben
Daniel Gil Zorrilla studierte ab 1948 Rechtswissenschaften in Montevideo und trat 1955 der Ordensgemeinschaft der Gesellschaft Jesu bei. Nach seinem ersten Gelübde studierte er Geisteswissenschaften in Chile, von 1959 bis 1961 studierte er Philosophie an der Theologischen Hochschule in San Miguel, Buenos Aires. Von 1962 bis 1965 beendete er seine Studien mit der theologischen Ausbildung in San Miguel und empfing die Priesterweihe am 19. Dezember 1964 in Montevideo. 1966 beendete er sein Studium der Rechtswissenschaften in den USA.
Gil war zunächst in Montevideo in der Priesterausbildung tätig. 1968 wurde er an der Päpstlichen Universität Gregoriana in Spiritueller Theologie promoviert. Anschließend war er in der spirituellen Begleitung und bei geistlichen Übungen in Pfarreien und religiösen Häusern in ganz Uruguay engagiert.
1983 wurde er von Papst Johannes Paul II. zum Bischof des Bistums Tacuarembó ernannt. Die Bischofsweihe in Montevideo spendete ihm am 10. April 1983 Erzbischof Franco Brambilla, damaliger Apostolischer Nuntius in Uruguay; Mitkonsekratoren waren Carlos Parteli Keller, Erzbischof von Montevideo, und sein Amtsvorgänger Bischof Miguel Balaguer.
1989 wurde Gil von Johannes Paul II. zum vierten Bischof von Salto bestellt. Seinem altersbedingten Rücktrittsgesuch wurde 2006 durch Benedikt XVI. stattgegeben.
Daniel Gil starb 2008 im Alter von 78 Jahren an den Folgen eines Herzinfarktes.